# Jagoda Stach
Jagoda Stach (ur. 26 grudnia 1983 w Warszawie) – polska aktorka, absolwentka PWST w Krakowie, wokalistka.

## Życiorys
W telewizji zadebiutowała jako pięciolatka, występem w bloku Mini Lista Przebojów w programie telewizyjnym 5-10-15. Później, gdy z bloku programowego wyodrębnił się samodzielny program, wystąpiła w nim jeszcze dwukrotnie.
Zdobyta tam sympatia widzów, przyniosła jej kilkanaście ról w filmach i spektaklach Teatru Telewizji. Jako nastolatka pojawiała się regularnie w serialu Klan, do którego powróciła po latach.
W 2008 ukończyła studia na wydziale aktorskim PWST w Krakowie. W latach 2008–2011 aktorka Teatru Nowego w Poznaniu, występowała jako Hermia w trans-operze na podstawie sztuki Sen nocy letniej Szekspira oraz w Burzy jako Miranda.
Dodatkowo śpiewa także w chórkach podczas koncertów swojej siostry Hani Stach. Na płycie zatytułowanej Moda wykonały wspólnie utwór „I Want No Other”.
Prowadzi również warsztaty aktorskie.

## Filmografia

### Filmy
- 1992: Czy ktoś mnie kocha w tym domu? (film) jako Agnieszka
- 2009: Generał – zamach na Gibraltarze jako hiszpańska służąca
- 2012: Piąta pora roku jako kobieta rodząca

### Seriale
- 1993: Matki, żony i kochanki (miniserial) jako dziewczynka z przedstawienia kukiełkowego
- 1993: Kuchnia polska (miniserial) jako dziewczynka w szpitalu (występ gościnny w odc. 6)
- 1997–2001, 2003, 2006–2007, 2009–2011: Klan (serial) jako Karolina Rafalska, córka Piotra Rafalskiego
- 2009–2010: Samo życie jako Małgorzata Strzelecka

### Inne
- 1994: Dziewczynka, której nigdy nie zdarzy się nic złego (teatr tv) jako Alisa
- 1994: Ogrodnik i jego chlebodawcy (teatr tv) jako Marynia
- 1994: Spotkanie nad morzem (teatr tv) jako Eliza
- 1996: Figlarna telewizja i wróżka z kranu (teatr tv) jako Urszulka
- 1996: Szczęśliwy książę (teatr tv) jako Jaskółka
- 2006: Góra góry (teatr tv) jako Ania
- 2009: w reklamie Orange jako slamerka